# 華創車電
華創車電技術中心股份有限公司（英文簡稱：Haitec）簡稱華創車電，是台灣的汽車研發設計公司為裕隆集團旗下唯一的整車研發中心，於2005年12月投入資本額50億元成立，裕隆汽車為最大出資股東，佔了40%的股份，其他股東包含宏達電、億光電子、世紀民生等。2020年華創車電併入由鴻海集團與裕隆集團合資成立的鴻華先進科技，新公司主要開發電動汽車的整車設計方案。

## 沿革
- 1953年9月10日，嚴慶齡、吳舜文夫婦，回應時任總統的蔣介石「引擎救國」之號召，以200萬新臺幣的資本額創辦了「裕隆機械製造公司」(為裕隆汽車之前身)，專營機械的製造與銷售。
- 1980年9月，創辦人嚴慶齡、吳舜文成立財團法人嚴慶齡工業發展基金會，先後與國立台灣大學國立成功大學簽約合作，成立工業研究育成中心。
- 1981年10月，董事長吳舜文在桃園龜山工業區成立工程中心，於1986年10月研發出台灣第一輛完全自主設計生產的轎車飛羚101。
- 1989年，吳舜文獨子嚴凱泰回到台灣，出任裕隆首席執行副總經理。
- 2005年12月，董事長嚴凱泰匯聚了當時中華汽車工業及裕隆亞洲技術中心（YATC）兩間公司的研發資源及人才，成立華創車電。
- 2006年5月，華創車電造型中心正式啟用。
- 2006年12月，經濟部推出「整車工業自主技術建立計畫」專案計畫，希望透過計畫可以帶動台灣整車工業，促使汽車與電子業異業結盟，建立跨產業與具有系統模組主導權的整車研發平台，華創車電為計畫主導廠商。
- 2009年1月，正式發表全新自主研發的汽車品牌「納智捷」，英文為LUXGEN，取自英文LUXURY和GENIUS的開頭三個字母複合而成。
- 2012年12月，成立杭州華創車電，地點在杭州蕭山區臨江工業區，總經理為李俊忠。
- 2014年12月，成立日本華創車電，地點在日本神奈川県厚木市，總經理為水野和敏。
- 2019年12月，解編日本華創車電。
- 2020年11月，華創車電整併入新成立的鴻華先進科技，該公司由裕隆集團（TWSE：2201）與鴻海集團（TWSE：2317）合資成立，其中鴻海集團持股51%、裕隆集團持股49%[1]。

## 相關人物
造型設計總監 石志傑（ James C. Shyr）